# كيم هاموند
كيم هاموند (بالإنجليزية: Kim Hammond)‏ هو لاعب كرة قدم أمريكية ومحامي وقاضي أمريكي، ولد في 12 أكتوبر 1944 في ميامي في الولايات المتحدة، وتوفي في 16 يوليو 2017 في دايتونا بيتش في الولايات المتحدة.

## وصلات خارجية
- كيم هاموند على موقع مرجع كرة القدم المحترفة.كوم (الإنجليزية)